# Sugihara Chiune
Sugihara Chiune (杉原 千畝 (Sam Nguyên Thiên Mẫu) Chiune Sugihara, sinh ngày 1 tháng 1 năm 1900 – mất ngày 31 tháng 7 năm 1986) là một nhà ngoại giao người Nhật, từng là Phó tổng lãnh sự Đế quốc Nhật Bản tại Litva. Trong Chiến tranh thế giới thứ hai, ông đã giúp hàng nghìn người Do Thái rời khỏi Litva bằng cách cấp cho họ thị thực quá cảnh vào Nhật. Phần lớn người Do Thái này là cư dân Litva và những người tị nạn tới từ Ba Lan - khi đó đã bị chiếm đóng bởi quân đội Đức ở phía Tây và quân đội Liên Xô ở phía Đông. Sugihara đã cấp thị thực du lịch cho hơn 5.000  người tị nạn Do Thái đến lãnh thổ Nhật Bản, việc đồng nghĩa với sự mạo hiểm cho sự nghiệp của ông cũng như cuộc sống của gia đình ông. Sugihara đã bảo những người tị nạn gọi ông là "Sampo", theo cách đọc Hán-Nhật các ký tự trong họ của ông vì ông nhận thấy như thế sẽ dễ dàng hơn cho người phương Tây phát âm. Năm 1985, Israel vinh danh ông với giải thưởng Người dân ngoại công chính (tiếng Anh: Righteous Among the Nations) cho hành động của ông, ông cũng là người Nhật Bản duy nhất được vinh danh trong danh sách giải thưởng.

## Tuổi trẻ và sự nghiệp ngoại giao
Sugihara Chiune sinh ngày 1 tháng 1 năm 1900, tại Mino, một khu vực hẻo lánh thuộc tỉnh Gifu, vùng Chubu. Cha ông là Sugihara Yoshimi (杉原好水), một người thuộc tầng lớp trung lưu, và mẹ ông là Sugihara Yatsu (杉原やつ), một người thuộc tầng lớp thượng lưu. Ông là con trai thứ hai trong gia đình gồm năm con trai và một con gái.
Năm 1912, ông tốt nghiệp với bằng danh dự hàng đầu từ trường Tiểu học Furuwatari, và vào trường Daigo Chugaku, một trường của tỉnh Aichi mở ra (nay là trường Trung học Zuiryo). Cha của ông muốn ông theo học ngành y để sau này trở thành bác sĩ, nhưng Chiune cố tình trượt kỳ thi đầu vào bằng cách chỉ viết mỗi tên của mình vào bài kiểm tra. Thay vào đó, ông ghi danh vào học tại Đại học Waseda năm 1918, chuyên ngành tiếng Anh. Tại thời điểm này, ông cũng gia nhập Yuai Gakusha, một nhóm tín hữu Ki-tô giáo của mục sư Báp-tít Harry Baxter Benninhof nhằm nâng cao vốn tiếng Anh. Năm 1919, ông giành được học bổng của Bộ Ngoại giao Nhật. Bộ Ngoại giao Nhật Bản tuyển dụng ông và điều ông đến Cáp Nhĩ Tân, Trung Quốc, tại đây ông học tiếng Nga và tiếng Đức rồi sau đó trở thành một chuyên gia về nước Nga.

### Văn phòng ngoại giao Mãn Châu
Khi Sugihara làm việc cho Văn phòng ngoại giao Mãn Châu, ông đã tham gia đàm phán với Liên Xô về Tuyến đường sắt Đông Trung Quốc (lúc này mang tên Tuyến đường sắt Bắc Mãn Châu). Ông đã xin thôi chức vụ Phó Ngoại trưởng tại Mãn Châu để phản đối sự ngược đãi của Nhật Bản dành cho người Trung Quốc bản xứ. Tại Cáp Nhĩ Tân, ông cải đạo sang Cơ đốc Chính thống, lấy tên đạo là "Pavlo Sergeivich Sugihara" và cưới một người phụ nữ người Nga tên là Klaudia Semionova Apollonova. Họ ly hôn năm 1935. Sau đó ông trở lại Nhật Bản, cưới Kikuchi Yukiko (1913–2008), sau khi thành thân bà có tên là Sugihara Yukiko (杉原幸子). Họ có với nhau bốn người con trai (Hiroki, Chiaki, Haruki, Nobuki). Đến năm 2012, Nobuki là người con duy nhất của họ còn sống. Sugihara Chiune cũng từng làm việc ở Cục thông tin của Bộ Ngoại giao và làm thông dịch viên cho công sứ Nhật Bản tại Helsinki, Phần Lan.

### Litva

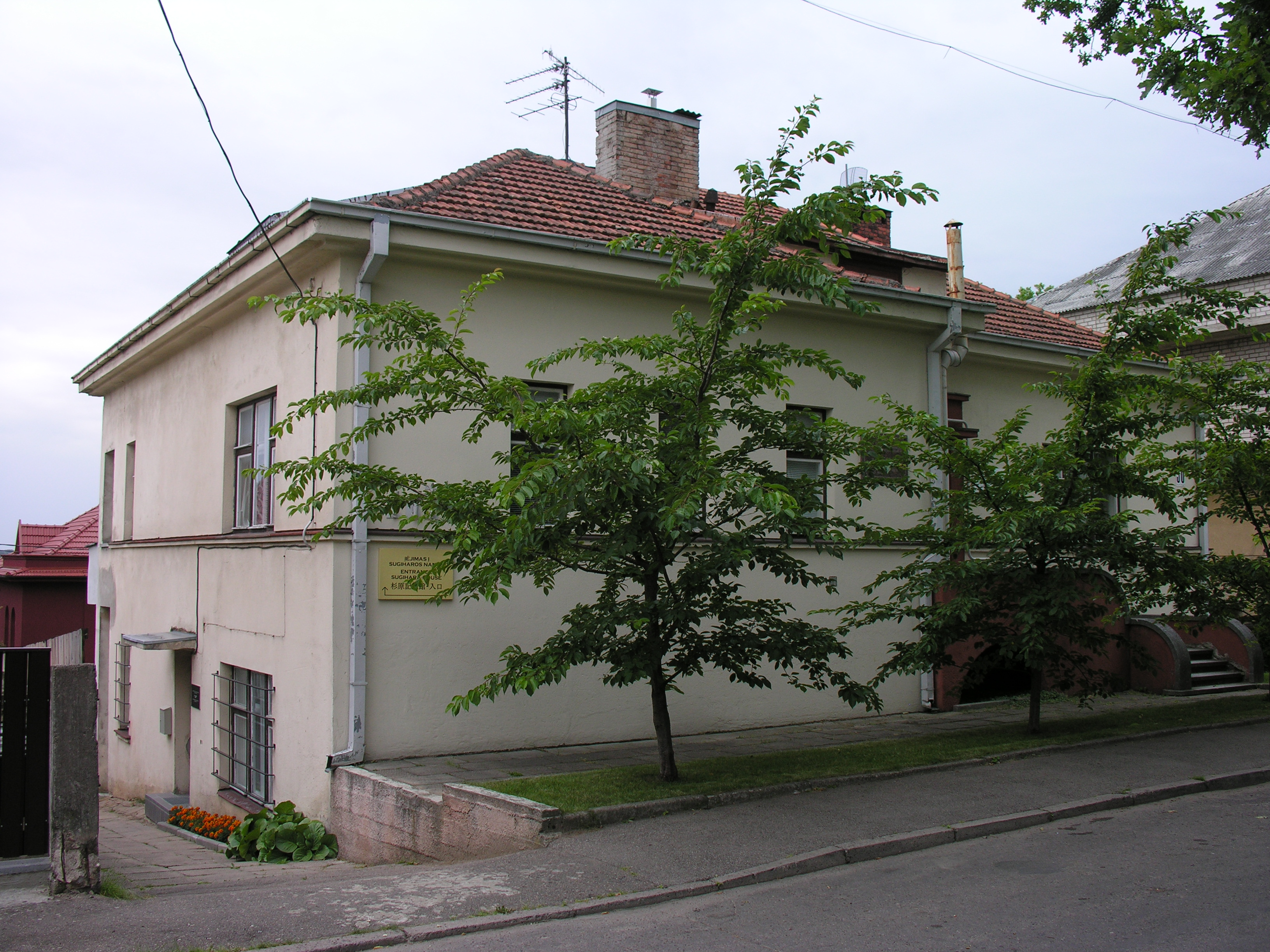
Tòa lãnh sự cũ của Nhật Bản tại Kaunas.

Năm 1939, Sugihara trở thành Phó tổng lãnh sự của Lãnh sự quán Nhật Bản tại Kaunas, Litva. Nhiệm vụ khác của ông là báo cáo về hoạt động chuyển quân của Liên Xô và Đức và là tai mắt của Nhật ở Đông Âu, do Nhật nghi ngờ Hitler không hoàn toàn trung thực, mặc dù là đồng minh của nhau. Nhiệm vụ của ông là phải phát hiện một khi Đức dự định một kế hoạch xâm lược Liên Xô và nếu điều này diễn ra, theo ông kể, phải được báo cáo chi tiết với cấp trên của mình ở cả Berlin và Tokyo.
Sugihara đã hợp tác với tình báo Ba Lan như một phần của một sự hợp tác Nhật-Ba Lan lớn hơn. Khi chủ quyền Litva bị chiếm đóng bởi Liên Xô vào năm 1940, nhiều người tị nạn Do Thái từ Ba Lan (người Do Thái Ba Lan) cũng như người Do Thái Litva đã cố gắng để có được thị thực xuất cảnh. Nếu không có thị thực, việc di chuyển sẽ vô cùng nguy hiểm, nhưng đã không có bất kì quốc gia nào sẵn sàng chấp nhận cấp thị thực. Hàng trăm người tị nạn tới đại sứ quán Nhật ở Kaunas, cố gắng có được thị thực để đến Nhật. Tại thời điểm này, bên bờ vực của chiến tranh, người Do Thái Litva chiếm một phần ba dân cư Litva tại các đô thị, cũng như phân nửa số dân cư tại các thị trấn. Tổng lãnh sự Hà Lan Jan Zwartendijk đã cấp cho một số người trong dòng người tị nạn với một điểm đến chính thức thứ ba tới Curaçao, một hòn đảo thuộc vùng Caribe và là thuộc địa của Hà Lan, nơi không cần xin thị thực nhập cảnh, hoặc Surinam (nơi khi giành được độc lập năm 1975, đã trở thành Suriname). Vào thời điểm đó, chính phủ Nhật Bản yêu cầu rằng thị thực chỉ được cấp cho những người đã trải qua thủ tục nhập cảnh thích hợp và có đủ ngân quỹ. Hầu hết những người tị nạn đã không thực hiện đầy đủ các tiêu chí này. Sugihara, một cách chu đáo, đã liên lạc với Bộ Ngoại giao Nhật Bản ba lần để được hướng dẫn. Trong mỗi lần, đại diện của Bộ trả lời rằng ai được cấp thị thực cần phải có sẵn một thị thực cho một điểm đến thứ ba để rời khỏi Nhật Bản, không có ngoại lệ.
Từ ngày 18 tháng 7 đến 28 tháng 8 năm 1940, nhận thức được rằng những người xin cấp thị thực sẽ gặp nguy hiểm nếu họ còn ở lại, Sugihara bắt đầu cấp thị thực theo sáng kiến riêng của mình, sau khi trao đổi với gia đình. Ông đã bỏ qua các yêu cầu và cấp cho những người Do Thái một thị thực thời hạn mười ngày để quá cảnh qua Nhật Bản, vi phạm mệnh lệnh cấp trên. Với vị trí thấp kém của mình cùng văn hóa của bộ máy quan liêu Dịch vụ Ngoại giao Nhật Bản, đây là một hành động bất thường thể hiện sự bất tuân. Ông đã nói chuyện với các quan chức Liên Xô, những người đồng ý để cho những người Do Thái di chuyển qua đất nước mình thông qua Tuyến đường sắt xuyên Sibir với giá vé gấp năm lần giá vé tiêu chuẩn.

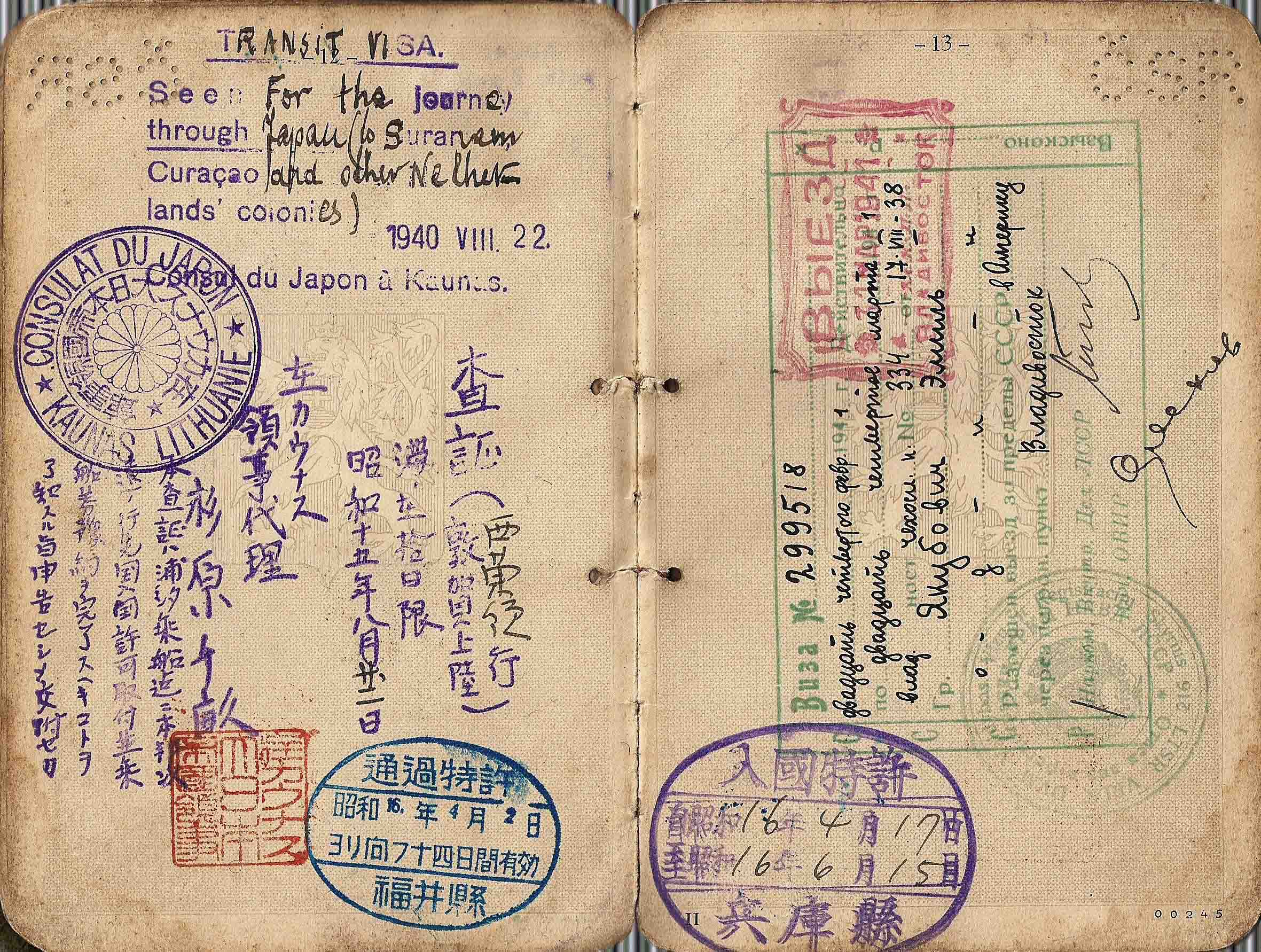
Thị thực cấp năm 1940 bởi Lãnh sự Sugihara ở Litva, cho thấy một cuộc hành trình qua Liên Xô, Tsuruga và Curaçao.

Sugihara tiếp tục cấp các thị thực được viết tay, theo ghi nhận đã dành ra 18–20 giờ mỗi ngày cho chúng, mỗi ngày cung cấp một số lượng thị thực tương đương với một tháng làm việc thông thường, cho đến ngày 4 tháng 9, khi ông buộc phải rời vị trí đang đảm nhiệm trước khi đại sứ quán bị đóng cửa. Thời điểm này ông đã cấp thị thực cho hàng ngàn người Do Thái, nhiều người trong số họ là người đứng đầu các hộ gia đình và do đó gia đình họ được phép đi cùng. Theo các nhân chứng, ông vẫn viết các thị thực trong khi quá cảnh từ khách sạn của mình và sau khi lên tàu tại Nhà ga Kaunas, ném những tờ thị thực ra khỏi cửa sổ xe lửa vào đám đông những người tị nạn tuyệt vọng, ngay cả khi xe lửa đã đóng cửa.
Trong sự tuyệt vọng sau cùng, vô số những tập giấy chỉ có dấu lãnh sự đã đóng và chữ ký của mình (mà có thể viết đè lên vào trong thị thực sau đó) đã được chuẩn bị vội vã và ném ra khỏi tàu. Khi chuẩn bị khởi hành, ông đã nói, "Xin hãy tha thứ cho tôi. Tôi không thể viết được nữa. Tôi mong mọi điều tốt đẹp nhất sẽ đến với các bạn." Khi ông cúi đầu thật sâu trước mọi người đứng trước ông, ai đó đã kêu lên, "Sugihara. Chúng tôi sẽ không bao giờ quên ông. Tôi chắc chắn sẽ gặp lại ông!"

#### Thống kê và ảnh hưởng từ hành động của Sugihara
Sugihara đã tự hỏi bản thân về phản ứng chính thức với hàng ngàn thị thực mà ông đã cấp. Nhiều năm sau, ông nhớ lại, "Không một ai nói bất cứ điều gì về điều đó. Tôi nhớ mình đã nghĩ rằng có lẽ họ đã không nhận ra số lượng thị thực tôi đã thực sự cấp."
Tổng số người Do Thái được cứu bởi Sugihara có sự tranh cãi, nhưng ước tính rơi vào khoảng 6.000 người; những thị thực gia đình—mà cho phép nhiều người được đi chỉ với một thị thực—cũng được cấp, sẽ chiếm con số cao hơn. Trung tâm Simon Wiesenthal Center đã ước tính rằng Sugihara Chiune đã cấp thị thực quá cảnh cho khoảng 6.000 người Do Thái và khoảng 40.000 con cháu của những người tị nạn Do Thái còn sống ngày hôm nay bởi hành động của ông. Tình báo Ba Lan đã cung cấp một số thị thực giả. Người vợ góa phụ của Sugihara và người con trai cả ước tính rằng ông đã cứu được 10.000 người Do Thái khỏi một cái chết chắc chắn, trong khi giáo sư Đại học Boston và tác giả, Hillel Levine, cũng ước tính rằng ông đã giúp "khoảng 10.000 người", nhưng sau đó số lượng người sống sót đến phút cuối cùng là ít hơn. Thật vậy, một số người Do Thái đã nhận được thị thực của Sugihara và không rời Litva trong thời gian đó, sau đó đã bị bắt bởi những người Đức xâm lược Liên Xô vào ngày 22 tháng 6 năm 1941, và bỏ mạng trong vụ Holocaust.
Văn phòng Thống kê Ngoại giao của Bộ Ngoại giao đã công khai hai tài liệu liên quan đến thông tin về Sugihara: tài liệu đầu tiên nêu trên đây là một công hàm ngày 5 tháng 2 năm 1941 từ Sugihara Chiune tới Yōsuke Matsuoka, người sau đó là Bộ trưởng Bộ Ngoại giao Nhật Bản, trong đó Sugihara cho biết ông đã cấp 1.500 thị thực cho người Do Thái trong tổng cộng 2.139 thị thực quá cảnh cho người Do Thái và người Ba Lan; tuy nhiên, vì hầu hết trong 2.139 người này không phải người Do Thái, điều này sẽ hàm ý rằng hầu hết các thị thực đã được trao cho người Do Thái Ba Lan thay thế. Levine sau đó ghi nhận rằng một tài liệu khác từ cùng hồ sơ của cơ quan ngoại giao "cho hay một số lượng 3.448 thị thực thêm vào được cấp ở Kaunas trong tổng cộng 5.580 thị thực" mà đã có thể được trao cho những người Do thái tuyệt vọng chạy trốn khỏi Litva để an toàn tại Nhật Bản hoặc Trung Quốc bị chiếm bởi Nhật Bản.
Nhiều người tị nạn sử dụng thị thực đi qua lãnh thổ Liên Xô tới Vladivostok và sau đó bằng thuyền tới Kobe, Nhật Bản, nơi họ có một cộng đồng người Do Thái. Tadeusz Romer, Đại sứ Ba Lan tại Tokyo, tổ chức giúp đỡ cho họ. Từ tháng 8 năm 1940 tới tháng 11 năm 1941, ông đã thực hiện để được cấp vô số thị thực quá cảnh tại Nhật Bản, visa tị nạn đến Canada, Australia, New Zealand, Myanmar, giấy chứng nhận nhập cư vào Palestine thuộc Anh, và thị thực nhập cư đến Hoa Kỳ và một số nước châu Mỹ Latinh cho hơn hai ngàn người tị nạn Do Thái Ba Lan-Litva, những người tới Kobe, Nhật Bản, và Khu ổ chuột Thượng Hải, Trung Quốc.
Số người được Sugihara cứu sống sót còn lại ở lại Nhật Bản cho đến khi họ bị trục xuất sang Thượng Hải thuộc Nhật Bản, nơi đã là một cộng đồng Do Thái lớn. Một số người đã hành trình thông qua Triều Tiên thẳng tới Thượng Hải mà không qua Nhật Bản. Một nhóm ba mươi người, tất cả sở hữu một thị thực của "Jakub Goldberg", đã quay trở lại và lênh đênh trên biển vài tuần trước khi, cuối cùng, được cho phép nhập cảnh vào Tsuruga. Hầu hết trong khoảng 20.000 người Do Thái sống sót thoát khỏi Holocaust đã ở tại Khu ổ chuột Thượng Hải cho đến khi Nhật Bản đầu hàng năm 1945, ba hay bốn tháng sau sự tự sụp đổ của Đế chế Thứ ba.

### Sự từ chức
Sugihara đã được điều động tới Berlin trước khi phục vụ như là một Tổng lãnh sự ở Prague, Tiệp Khắc, từ tháng 3 năm 1941 đến cuối năm 1942 tại Königsberg, Đông Phổ và trong tòa công sứ ở Bucharest từ năm 1942 đến năm 1944. Khi quân đội Liên Xô vào Romania, họ bỏ tù Sugihara và gia đình ông trong một trại tù binh trong mười tám tháng. Họ được thả vào năm 1946 và trở về Nhật Bản thông qua Liên Xô qua đường sắt xuyên Sibir và cảng Nakhodka. Năm 1947, văn phòng ngoại giao Nhật Bản yêu cầu ông từ nhiệm, do tinh giảm biên chế trên danh nghĩa. Một số nguồn tin, trong đó có người vợ Sugihara Yukiko, đã nói rằng Bộ Ngoại giao nói với Sugihara ông đã bị sa thải vì "sự cố đó" ở Litva.

## Cuộc sống sau này
Sugihara định cư tại Fujisawa ở tỉnh Kanagawa với vợ và ba con trai. Để hỗ trợ cho gia đình, ông đã làm một loạt các công việc tầm thường không xứng đáng với tài năng, có lúc đi từng nhà để bán bóng đèn điện. Ông phải trải qua một bi kịch cá nhân năm 1947 khi người con trai út, Haruki, qua đời ở tuổi lên bảy, ngay sau khi họ trở về Nhật Bản. Năm 1949, họ có thêm một con trai, Nobuki, người con trai cuối cùng còn sống, hiện cư trú tại Bỉ. Sau đó, ông bắt đầu làm việc cho một công ty xuất khẩu với chức Tổng Giám đốc của Giao dịch Bưu điện cho Quân đội Mỹ. Với khả năng sử dụng ngôn ngữ tiếng Nga, Sugihara tiếp tục làm việc và sông một cuộc sống bình lặng ở Lỉên Xô trong mười sáu năm, trong khi gia đình ông ở lại Nhật Bản.
Năm 1968, Jehoshua Nishri, một tùy viên kinh tế Đại sứ quán Israel tại Tokyo và là một trong những người hưởng lợi từ Sugihara, cuối cùng cũng xác định được nơi chốn và liên lạc được với ông. Nishri là một thiếu niên Ba Lan vào những năm 1940. Năm tiếp theo, Sugihara tới thăm Israel và được chào đón bởi chính phủ Israel. Những người mang ơn Sugihara bắt đầu vận động hành lang để ghi danh ông vào tại khu tưởng niệm Yad Vashem.
Năm 1985, Chiune Sugihara được vinh dự nhận giải thưởng Righteous Among the Nations (Người dân ngoại công chính, tiếng Hebrew: חסידי אומות העולם, chuyển tự Latin: Khasidei Umot ha-Olam) bởi chính phủ Israel. Sugihara đã quá yếu để tới Israel, nên vợ ông và con trai út Nobuki chấp nhận thay mặt cho ông nhận vinh dự này. Sugihara và con cháu của ông đã được trao quốc tịch Israel vĩnh viễn.
Cùng năm đó, 45 năm sau cuộc xâm lược Litva của Liên Xô, ông được hỏi lý do của bản thân cho việc cấp thị thực cho người Do Thái. Sugihara giải thích rằng những người tị nạn là con người, và rằng họ chỉ đơn giản cần giúp đỡ.
| “ | Bạn muốn biết về động lực của tôi (khi làm việc này), đúng không? Vâng. Nó là tình cảm mà bất kì ai đều sẽ có khi anh ta thực sự nhìn thấy những người tị nạn mặt đối mặt, cầu xin với những giọt nước mắt của họ. Anh chỉ không thể không thông cảm với họ. Trong số những người tị nạn là những người già và phụ nữ. Họ đã tuyệt vọng đến nỗi họ đã đi xa như vậy để hôn giày của tôi. Vâng, tôi thực sự chứng kiến những cảnh như vậy với đôi mắt của mình. Ngoài ra, tôi cảm thấy vào thời điểm đó, chính phủ Nhật Bản đã không có bất cứ ý kiến thống nhất nào tại Tokyo. Một số nhà lãnh đạo quân sự của Nhật Bản chỉ là sợ hãi vì những áp lực từ phía Đức quốc xã; trong khi các quan chức khác của Bộ Nội vụ chỉ đơn giản là mâu thuẫn. Những người ở Tokyo đã không thống nhất. Tôi cảm thấy thật ngớ ngẩn khi đối phó với họ. Vì vậy, tôi quyết tâm không ngồi chờ câu trà lời của họ. Tôi biết rằng ai đó chắc chắn sẽ phàn nàn về tôi trong tương lai. Nhưng, bản thân tôi nghĩ rằng đây sẽ là điều phải làm. Không có gì sai trong việc cứu lấy mạng sống của nhiều người....Tinh thần nhân đạo, từ thiện...tình hữu nghị láng giềng...với tinh thần này, tôi đã mạo hiểm để làm những gì tôi đã làm, đối đầu với tình huống khó khăn nhất này—và vì lý do này, tôi đã đi tới phía trước với lòng dũng cảm gấp bội. | ” |

Khi được hỏi bởi Moshe Zupnik tại sao ông mạo hiểm sự nghiệp của mình để cứu người khác, ông nói đơn giản: "Tôi làm điều đó chỉ vì tôi có lòng thương xót con người. Họ muốn thoát ra vì vậy tôi để cho họ có được thị thực."
Sugihara qua đời vào năm sau đó tại một bệnh viện ở Kamakura, vào ngày 31 tháng 7 năm 1986. Bất chấp việc được biết đến công khai ở Israel và các quốc gia khác, ông vẫn hầu như chưa được biết đến ở quê nhà. Chỉ khi một phái đoàn Do Thái lớn từ khắp nơi trên thế giới, bao gồm cả các đại sứ Israel tại Nhật Bản, đã có mặt tại đám tang của ông, hàng xóm của ông mới biết được những việc ông đã làm. Ông có thể đã mất sự nghiệp ngoại giao của mình, nhưng ông đã nhận được nhiều lời khen ngợi sau khi mất.

## Di sản và vinh danh
Chiune Sugihara được mệnh danh là Schindler của Nhật Bản, vì cách hành xử nhân đạo của ông trong quá trình giúp đỡ người Do Thái thoát khỏi sự diệt chủng của Phát xít Đức tại Litva.
Đường Sugihara ở Kaunas và Vilnius, Litva, Đường Sugihara ở Tel Aviv, Israel, và tiểu hành tinh 25893 Sugihara được mang tên ông. Khu tưởng niệm Sugihara Chiune ở thị trấn Yaotsu (nơi sinh của ông) được xây dựng bởi những người ở thị trấn để vinh danh ông. Bảo tàng Sugihara House Museum được đặt tại Kaunas, Litva. Hội đường Bảo thủ Đền Emeth, ở Chestnut Hill, Massachusetts, đã xây dựng một "Vườn Tưởng niệm Sugihara" và có tổ chức một buổi hòa nhạc tưởng niệm Sugihara thường niên.
Khi quả phụ Yukiko của Sugihara tới Jerusalem vào năm 1998, bà đã được gặp những người sống sót trong dòng nước mắt chỉ cho bà những tờ thị thực đã ngả vàng mà chồng bà đã ký. Một công viên ở Jerusalem được mang tên ông. Chính phủ Nhật Bản tôn vinh ông vào kỉ niệm một trăm năm ngày sinh của ông vào năm 2000.
Một đài tưởng niệm Sugihara đã được xây ở Little Tokyo, Los Angeles, California vào năm 2002, và được dâng tặng với các tổng lãnh sự từ Nhật Bản, Israel và Litva, các quan chức thành phố Los Angeles và con trai của Sugihara, Chiaki Sugihara, tham dự. Đài tưởng niệm, được mang tên "Chiune Sugihara Memorial, Hero of the Holocaust" miêu tả một Sugihara có kích thước như người thật ngồi trên một chiếc ghế dài, giữ một quyển thị thực trong tay và được đi kèm với một câu trích từ Talmud: "Ông ta người cứu một mạng sống, người cứu toàn thế giới" ("He who saves one life, saves the entire world.")
Ông được truy tặng Thập giá Chỉ huy với Ngôi sao của Tước hiệu Polonia Restituta vào năm 2007, và Thập giá Chỉ huy Tước hiệu Tài trí của Cộng hòa Ba Lan bởi Tổng thống Ba Lan vào năm 1996. Ngoài ra, trong năm 1993, ông được trao Thập giá Cứu thế của Litva.
Ông được truy tặng Giải thưởng Sakura do Trung tâm Văn hóa Nhật Bản Canada (JCCC) ở Toronto vào tháng 11 năm 2014.

## Những câu nói nổi tiếng
- Khi được hỏi tại sao ông lại chấp nhận đánh đổi sự nghiệp của mình như vậy? Ông trả lời: "Họ là con người, và họ cần được giúp đỡ. Tôi vui mừng khi thấy mình có sức mạnh để giúp đỡ họ".
- "Ngay cả một người thợ săn cũng không nỡ giết một con chim khi nó bay đến bên anh ta để tìm nơi ẩn náu" (Câu nói của Samurai Maxim thường được Chiune Sugihara trích dẫn).

## Các sách tiểu sử
- Yukiko Sugihara, Visas for Life, dịch bởi Hiroki Sugihara, San Francisco, Edu-Comm, 1995.
- Yukiko Sugihara, Visas pour 6000 vies, dịch bởi Karine Chesneau, Nhà xuất bản Philippe Picquier, 1995.

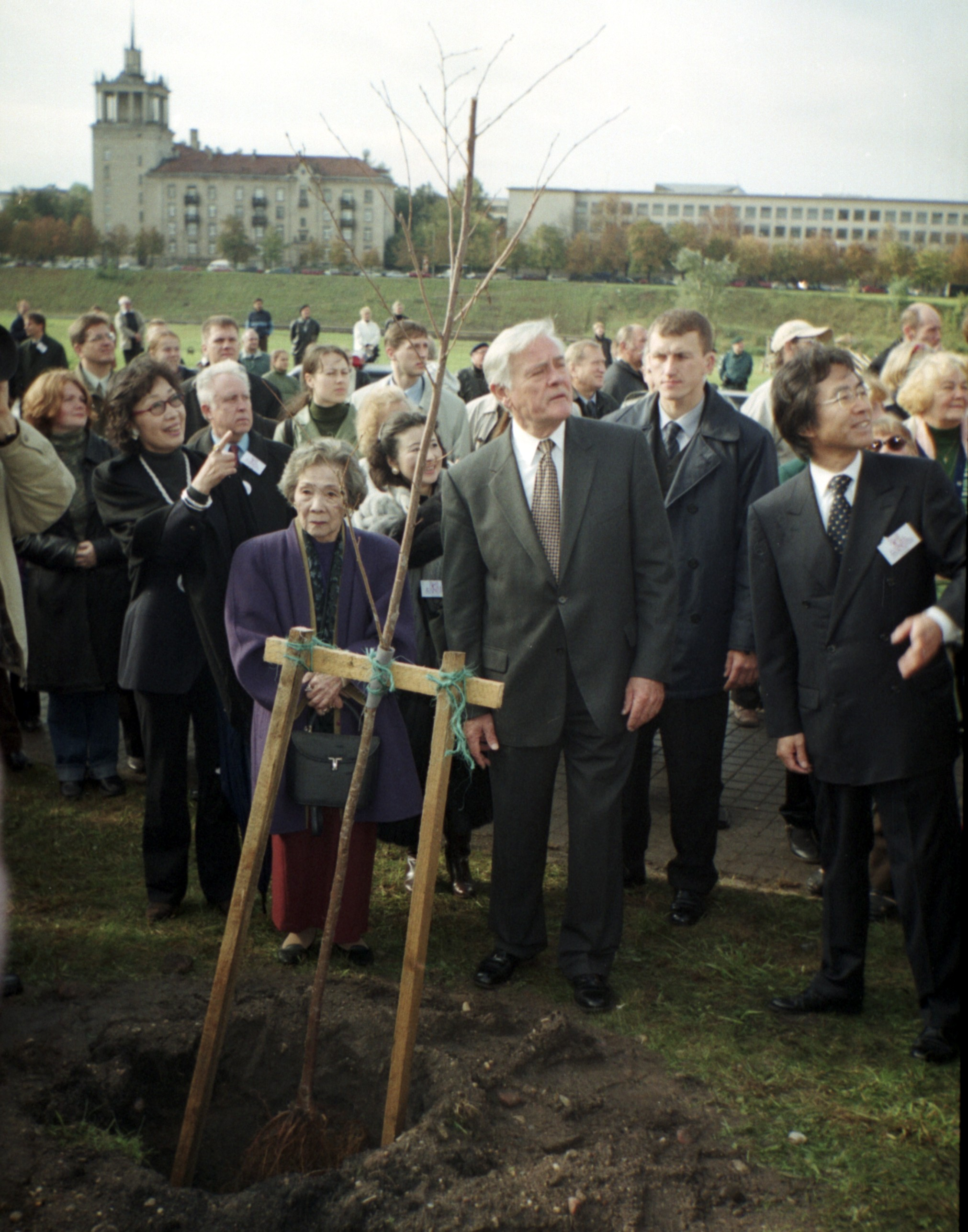
Quả phụ Yukiko của Sugihara với người sau này là tổng thống Litva, Valdas Adamkus tại một buổi lễ trồng cây tại Vilnius, Litvanăm 2001.

- Một đài truyền hình tại Nhật Bản đã thực hiện một bộ phim tài liệu về Sugihara Chiune. Bộ phim này được quay tại Kaunas, tại địa điểm của Đại sứ quán cũ của Nhật Bản.
- Sugihara: Conspiracy of Kindness (2000) là một bộ phim tài liệu do PBS sản xuất, chia sẻ các thông tin chi tiết của Sugihara và gia đình cùng mối quan hệ đáng kinh ngạc giữa người Do Thái và Nhật Bản trong những thập niên 1930 và 1940.[19]
- Ngày 11 tháng 10 năm 2005, Yomiuri TV (Osaka) phát sóng một bộ phim kéo dài hai giờ mang tên Visas for Life nói về Sugihara, dựa trên cuốn sách do người vợ của ông viết.[20]
- Chris Tashima và Chris Donahue làm một bộ phim về Sugihara năm 1997, Visas and Virtue, bộ phim đã đoạt Giải Oscar cho phim ngắn hay nhất.[21]
- Một quyển sách ảnh dành cho trẻ em năm 2002, Passage to Freedom: The Sugihara Story, bởi Ken Mochizuki, và minh họa bởi Dom Lee Lưu trữ ngày 2 tháng 7 năm 2015 tại Wayback Machine, được viết từ quan điểm của những người con trai bé của Sugihara và trong giọng nói của Sugihara Hiroki (5 tuổi, tại thời điểm đó). Cuốn sách cũng bao gồm một lời bạt viết bởi Sugihara Hiroki.

## Những người tiêu biểu được giúp đỡ bởi Sugihara
- Các lãnh đạo và học viên của tổ chức Mir Yeshiva, các tổ chức yeshiva Tomchei Temimim (một cách chính thức là của Lubavitch/Lyubavichi, Nga) chuyển tới Otwock, Ba Lan và những nơi khác.
- Yaakov Banai, chỉ huy đơn vị chiến đấu của phong trào Lehi và sau đó là một chỉ huy quân đội Israel.
- Joseph R. Fiszman,  một học giả được ghi nhận và Giáo sư Danh dự về Khoa học Chính trị tại Đại học Oregon.[22]
- Robert Lewin, một nhà buôn nghệ thuật người Ba Lan và nhà từ thiện.
- Leo Melamed, nhà tài chính, người đứng đầu Chicago Mercantile Exchange (CME), và là người tiên phong trong ngành hợp đồng tương lai.
- John G. Stoessinger,  giáo sư về ngoại giao tại Đại học San Diego.
- Zerach Warhaftig, một luật sư và chính trị gia người Israel (đáng chú ý, là một Bộ trưởng Tôn giáo Israel) và là một trong những người ký Tuyên ngôn Độc lập của Israel.
- George Zames, chuyên gia về điều khiển tự động
- Bernard và Rochelle Zell, cha mẹ của ông trùm kinh doanh Sam Zell.